# Чжанцзянский диалект

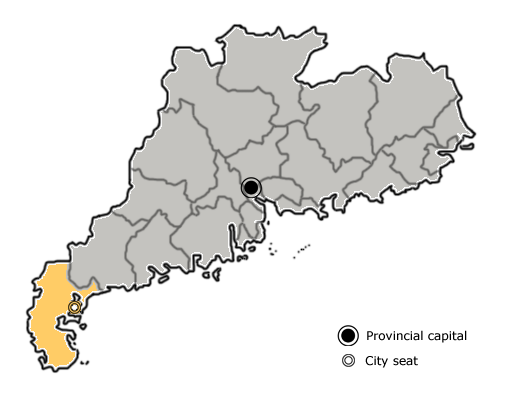
Районы, в которых говорят на чжанцзянском диалекте

Чжаньцзя́нский диале́кт (кит. трад. 湛江話, упр.  湛江话, пиньинь Zhànjiānghuà) — диалект, на котором в основном говорят в Чжаньцзяне, провинция Гуандун. Является субдиалектом лэйчжоуского диалекта.
Во время Второй мировой войны большое количество людей из Гуанчжоу и Гонконга бежало в Гуанчжоувань (современный город Чжаньцзян). Так как многие из них были носителями кантонского диалекта, в последствии он смог широко распространиться в Чжаньцзяне. После почти столетия интеграции и развития кантонский диалект постепенно сформировал свой собственный стиль в Чжаньцзяне. Система произношения, грамматика и словарный запас чжанцзянского диалекта вобрали в себя некоторые особенности учуаньского и лэйчжоуского диалекта, однако есть и очевидные различия с диалектом Гуанчжоу. Тем не менее люди, говорящие на чжанцзянском диалекте, могут легко общаться с теми, кто использует диалект Гуанчжоу.

## Краткое описание
Кантонский диалект, на котором говорят в Чжаньцзяне, был впервые введен носителями этого диалекта в Гуанчжоу и Гонконге в последние годы династии Цин — начало Китайской Республики, а также в соседних Гаочжоу, Ляньцзяне и Суйси, и затем широко использовался коренными жителями Чжаньцзяна.
Поскольку наиболее распространенным диалектом среди коренных жителей был лэйчжоуский, кантонский диалект несет в себе определенные черты именно этого диалекта. Например, грамматика ближе к лэйчжоускому, чем к диалекту Гуанчжоу, поэтому существует система интонационных вспомогательных элементов и наречий, которые сильно отличаются от диалекта Гуанчжоу. Самый известный пример — «冇有» в чжанцзянском диалекте, который больше похож на «没有» в современном китайском языке, чем на «冇» в гуанчжоуском диалекте. Между тем, слово «唔», используемое во многих контекстах в Гуанчжоу, заменяется на «冇» в Чжаньцзяне, что также характерно для районов в западной части Гуанси.
Кроме того, Чжаньцзян является местом, где встречаются носители нескольких диалектов: помимо носителей чжанцзянского (кантонский) и лэйчжоуского (минь) диалектов, здесь также много носителей учуаньского (кантонский), ляньцзянского (кантонский), cуйси (кантонский), наньсан (南三话) (кантонский — У), ай (𠊎话) (кантонский — западный хакка) и т. д. Чжанцзянский диалект, на котором говорят носители разных диалектов, также характеризуется произношением и лексикой их собственных диалектов, а обмен и взаимовлияние между носителями разных диалектов в конечном счете формируют современный чжанцзянский диалект.

## Особенности произношения
| Пример | Кантонский диалект | Чжанцзянский диалект |
| ------ | ------------------ | -------------------- |
| 靓     | lɛŋ                | liɑŋ                 |
| 惊     | kɛŋ                | kiɑŋ                 |
| 上     | sœŋ                | syɔŋ                 |
| 梁     | lœŋ                | lyɔŋ                 |
| 脚     | kœk                | kyɔk                 |
| 剧     | kʰɛk               | kʰiak                |